# José María Martínez Val
José María Martínez Val (Ágreda, província de Sòria, 1916 - Madrid, 30 d'agost de 1999) fou un jurista i economista espanyol, governador civil de Lleida en els darrers anys del franquisme.
Es va llicenciar en filosofia i lletres per la Universitat Central de Madrid i el 1953 es va doctorar en dret. Des de 1966 va exercir com a advocat i fou elegit degà del Col·legi d'Advocats de Ciudad Real. També va exercir com a catedràtic de Legislació Mercantil i Economia Política a Escoles de Comerç, i Geografia i Història a Instituts d'Ensenyament Secundari. També fou director de l'Escola de Comerç de Ciudad Real i el 1946 va fundar l'Instituto de Estudios Manchegos, del que en fou director fins al 1969.
El juny de 1968 fou nomenat governador civil i Cap Provincial del Movimiento de la província de Lleida. Va ocupar el càrrec fins a gener de 1970. Arran la seva experiència a Lleida va escriure ¿Por qué no fué posible la Falange? (1976), on esbossa com a fracàs de la Falange la unificació de càrrecs provincials, que malgrat acabar amb els enfrontaments va erosionar qualsevol propòsit revolucionari, ja que els seus dirigents eren més preocupats per conservar els càrrecs que en qualsevol altra cosa.
El 1969 també va ingressar com a acadèmic corresponent a la Reial Acadèmia de Ciències Econòmiques i Financeres (RACEF). També ha estat degà de l'Il·lustre Col·legi d'Advocats de Lleida, membre del Consell Superior d'Investigacions Científiques, vocal del Tribunal Contenciós-Administratiu i magistrat suplent de l'Audiència de Ciudad Real.

## Obres
- Programa de derecho y economía política (1950)
- El horizonte filosófico del Derecho Penal (1958)
- Historia del pensamiento político, económico y social (1975)
- Derecho mercantil (1979)
- Abogacía y abogados (1981)
- Ética de la abogacía (1987)
- Españoles ante el comunismo (1976)
- ¿Por qué no fué posible la Falange? (1976)